# خاکسپاری (فیلم ۱۹۸۴)
خاکسپاری (انگلیسی: The Funeral) فیلمی ژاپنی در ژانر کمدی است که در سال ۱۹۸۴ منتشر شد. از بازیگران آن می‌توان به تسوتومو کامازاکی، نوبوکو میاموتو و هیدجی اوتاکی اشاره کرد.